# Sam Ard
Sam Ard (* 14. Februar 1939 in Asheboro, North Carolina; † 2. April 2017 in Florence, South Carolina) war ein US-amerikanischer NASCAR-Rennfahrer. In den Jahren 1983 und 1984 gewann er den Titel in der heutigen Xfinity Series.

## Karriere
Sam Ard war einer der Fahrer, die in der damaligen Budweiser Late Model Sportsman Series, der heutigen NASCAR Nationwide Series, vom ersten Rennen an dabei waren. Dieses erste Rennen, das am 13. Februar 1982 auf dem Daytona International Speedway stattfand, beendete Ard auf Platz drei. Im Laufe der Saison gewann Ard vier Rennen, 20 Mal gelang es ihm, ein Rennen in den Top 5 zu beenden, 23 Mal kam er in den Top 10 ins Ziel. Am Ende der Saison reichten diese Leistungen beinahe, um den Titel zu gewinnen. Ard musste sich mit nur 47 Punkten Rückstand Jack Ingram geschlagen geben.
In der Saison 1983 lief es deutlich besser für Ard. Er gewann zehn Rennen und mit einem großen Punktevorsprung die Meisterschaft. In 30 der insgesamt 35 Rennen kam er in den Top 10 ins Ziel. Wie auch 1982 war die Saison geprägt von Positionskämpfen zwischen Ingram und Ard.
In der Saison 1984 konnte Ingram nicht mehr an die Erfolge der Vorjahre anknüpfen. Ard fuhr jedoch weiterhin gute Ergebnisse ein und hatte schon recht früh in der Saison einen großen Vorsprung in der Meisterschaft. Am 23. September 1984 bestritt er auf dem Martinsville Speedway sein erstes Rennen im NASCAR Winston Cup, dem heutigen Sprint Cup. Er schied nach einer Runde mit Lenkungsproblemen aus und beendete das Rennen somit als Letzter. Kaum jemand hätte es damals gedacht, doch dieses Rennen war sein letztes im Winston Cup, denn nur etwa einen Monat später am 20. Oktober 1984 hatte er in einem Busch-Series-Rennen einen schweren Unfall, der für ihn das Karriereende bedeutete. Da es das vorletzte Rennen der Saison war, gewann Ard dennoch den Titel, nachdem er vor dem Rennen bereits mehr als 500 Punkte Vorsprung auf den Zweiten der Gesamtwertung hatte.
Nach dem Karriereende als Fahrer war Ard noch einige Jahre als Teambesitzer in der NASCAR aktiv. Nachher zog er sich aus der Öffentlichkeit zurück. Er war an Alzheimer erkrankt.